# Revista de Turismo (1916)
Revista de Turismo : publicação quinzenal de turismo, propaganda, viagens, navegação, arte e literatura publicou-se entre 1916 e 1924 como forma de divulgar o potencial turístico português, o que acontecia na sequencia da institucionalização do turismo em Portugal. Foi uma revista escrita por apaixonados quer pelo mundo das viagens quer pela riqueza dos recursos nacionais, que convida ao conhecimento  de Portugal de lés a lés, da cidade ao campo, da praia à montanha, tendo o comboio como meio preferido de viagem. O mentor desta revista foi Agostinho Lourenço, acompanhada por Guerra Maio como redator principal. Contudo, muitos são os nomes que assinam as matérias publicadas (alguns a título póstumo), a saber: Magalhães Lima, Pedro d’Oliveira Pires, António Boto, Vasconcelos Correia, João Bentes Castel-Branco, Afonso Lopes Vieira, Alberto Bessa, António Correia de Oliveira, António Nobre, Cândido Guerreiro, Conde de Monsaraz, Delfim Guimarães, Eça de Queiroz, Eugénio de Castro, Fausto Guedes Teixeira, Fernandes Costa, Fialho de Almeida, Fontoura Xavier, Gervásio Lobato, Gomes Leal, Gonçalves Crespo, Guerra Junqueiro, Isidro dos Reis, João de Deus, João Penha, José Duro, Júlio Dantas, Marcelino Mesquita,  Mário Beirão, Ribeiro de Carvalho, Teixeira de Pascoaes, Tomás Ribeiro.